# Ramon Nolla i Martí
Ramon Nolla i Martí (Tarragona, 1839 - Barcelona, 1911) fou un metge, militar i periodista carlí català.
Era fill de Ramon Nolla i Savall i de Maria Antònia Martí i Vernet. Entre el 1862 i el 1868 va estudiar Medicina a la Universitat Central de Madrid i a la Universitat de Barcelona. Recent llicenciat, va obrir un consultori al carrer August de Tarragona i el mateix any va ser un dels socis fundadors de l'Institut Mèdic de Barcelona. L'any 1872 fou nomenat metge del Capítol Catedral Tarragoní i vocal facultatiu de la Junta Municipal de Sanitat de Tarragona.

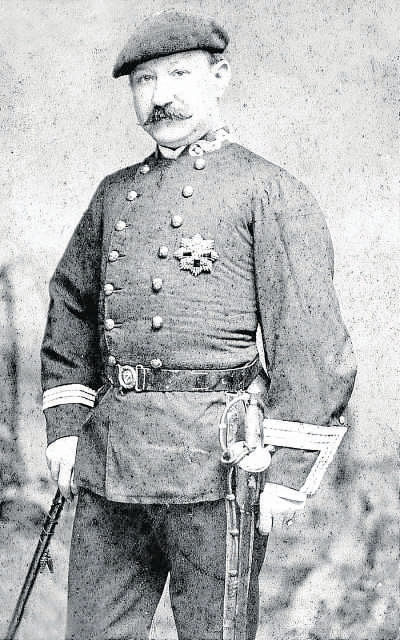
Ramon Nolla durant la guerra carlina.

En esclatar la tercera guerra carlina, va ingressar a les files dels voluntaris de Carles VII, agregat al Cos Militar de Sanitat, exercint-ne el càrrec d'inspector general a l'Exèrcit del Centre i director de l'Hospital d'Horta.
Acabada la guerra al Centre i Catalunya, va passar a l'Exèrcit carlí del Nord, on va ascendir a coronel, exercint el càrrec de metge de cambra de Don Carles. Va acabar la campanya amb el grau de brigadier i d'inspector general de Sanitat. Per haver salvat molts ferits procedents de la batalla de Villafranca del Cid (Castelló), el 29 de juny de 1875 va rebre la creu del Mèrit Militar. També obtingué la placa de Sant Ferran. Després de la derrota dels carlins, va seguir al seu rei en l'exili, i va romandre alguns mesos a Gavarnie (França).
De retorn a Espanya, es va establir a la seva ciutat natal de Tarragona, on va ser durant molt de temps cap carlista del districte i director del diari tradicionalista El Correo de la Provincia, amb el qual va sostenir enèrgiques campanyes, per les quals va arribar a ser empresonat el 1899.
A finals del segle xix era el director responsable de les sales de Cirurgia de l'Hospital de Sant Pau i Santa Tecla de Tarragona. L'any 1896 fou nomenat primer president del Colegio Libre Tarraconense i dos anys després, el 1898, va ser vocal primer i col·legiat núm. 2 del nou Col·legi Oficial de Metges de Tarragona. També va ser soci fundador i primer president de l'Ateneu Mèdic Farmacèutic de Barcelona, soci fundador de la Societat Espanyola d'Higiene i membre actiu de la Creu Roja Espanyola.
L'any 1903 va fixar la seva residència a Barcelona, on va continuar exercint la Medicina i col·laborant en la causa tradicionalista. Establí el seu consultori al carrer Trafalgar, núm. 5. Minvada la seva salut, es va traslladar un any a Guimerà i un altre a Fonollosa. Finalment tornà a Barcelona, on va morir el 9 de desembre de 1911 a l'Hospital del Sagrat Cor de Jesús. Està enterrat en el Cementiri del Sud-oest.
El 2011 Joan Pujol i Ros va publicar les seves memòries amb el títol «Ramon Nolla i Martí: dietari de guerra d'un metge carlí (1872-1876)».